# Hrušeň planá

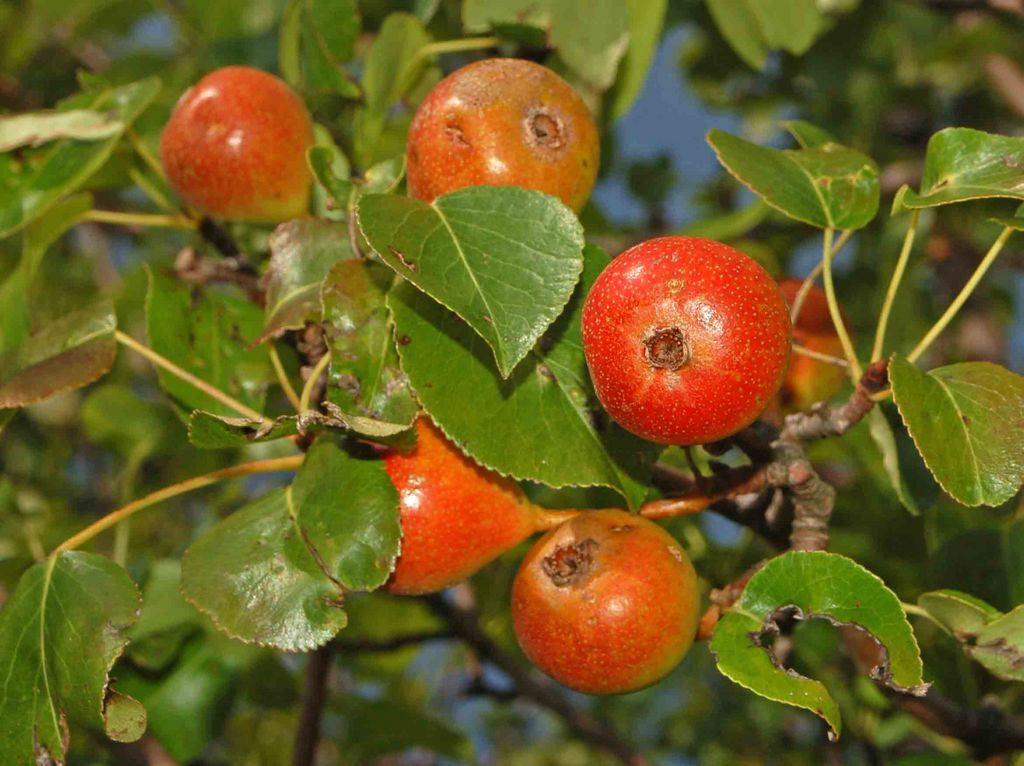
Zralé plody

Hrušeň planá (Pyrus pyraster), česky též hrušeň polnička, je opadavý listnatý strom z čeledi růžovitých. Je považována za jednoho z rodičů (společně s některým východoasijským druhem) hrušně obecné. Mezi ovocnými stromy, které se běžně vysokého věku nedožívají, patří hrušeň k dlouhověkým.

## Popis
Strom dosahuje výšky nejčastěji 5–15, výjimečně 20 metrů, může ale růst i jako velký keř. Koruna bývá nejčastěji kuželovitá a protáhlá do výšky. Kmen je zakřivený nebo nakloněný. Větve jsou obvykle hnědožluté a bradavičnaté lenticelami. Listy vyrůstají pouze na kolcích, bývají velmi tenké, okrouhle eliptické, někdy až stejně široké jako dlouhé (3–7 cm). Květy uspořádané v chocholících po 7–13 se rozvíjejí zároveň s listy, dosahují průměru až 3 centimetrů, kvetou v dubnu a květnu. Plody bývají 2–3 centimetry dlouhé, baňkovité až kulovité (na rozdíl od hrušně obecné) malvice.

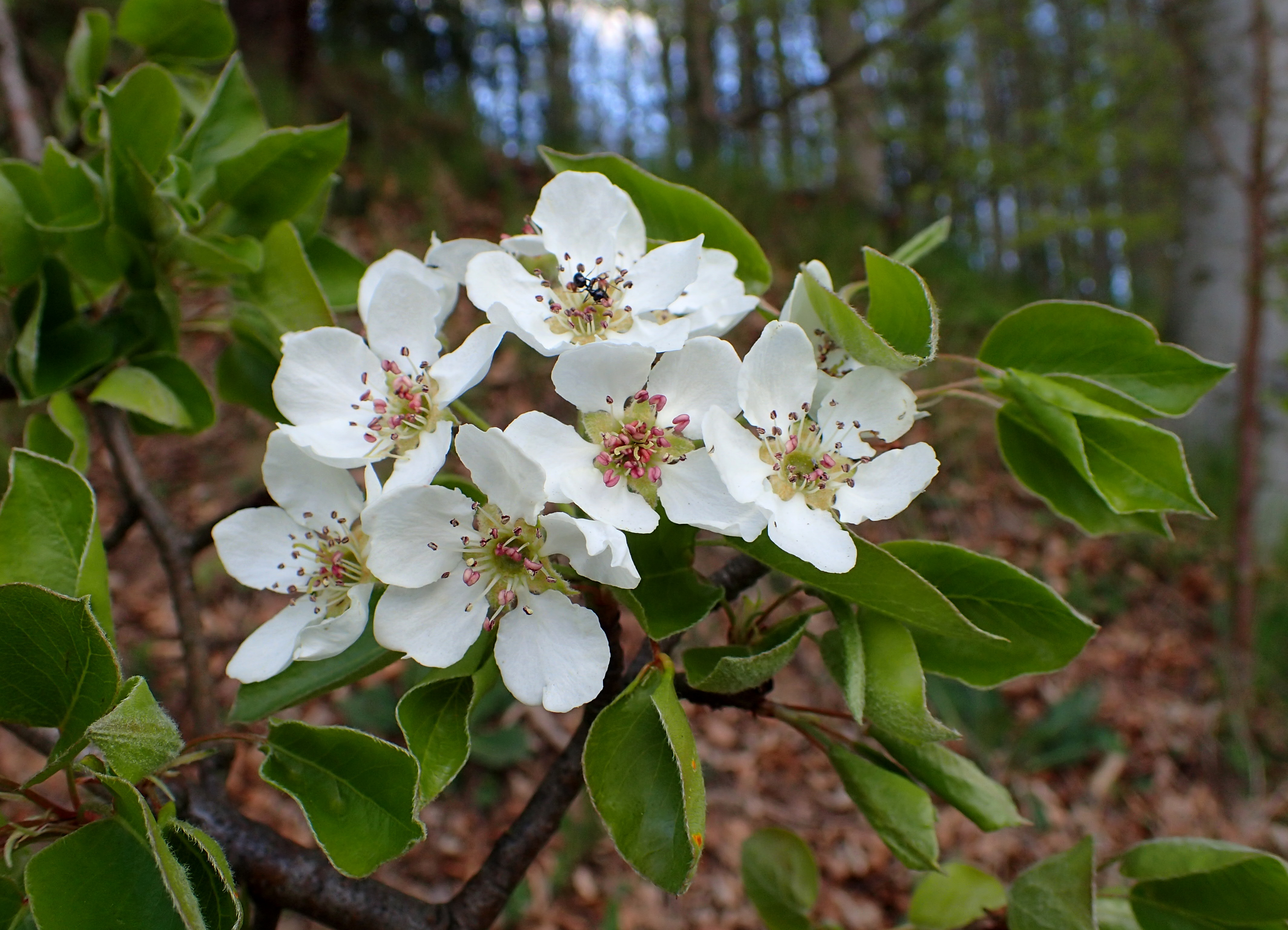
Květ hrušně polničky

## Ekologie a rozšíření
Preferuje světlejší umístění a sušší, mírně teplé oblasti, jinak je co do životních požadavků generalistou. Nesnáší vysokou hladinu spodní vody. Typickými biotopy, v nichž roste, jsou výslunné, jižně orientované lesní pláště, křoviny, remízky, lesostepní mozaiky pastvin, z lesů pak teplomilné doubravy a světlejší dubohabřiny. V ČR se vyskytuje roztroušeně na většině území kromě vysloveně horských oblastí, patří zde mezi vzácnější druhy vyžadující pozornost (kategorie C4a). Celkový areál rozšíření zahrnuje západní, střední a východní Evropu a severní Turecko, na Kavkaze je střídána příbuzným druhem Pyrus caucasica.

## Využití
Křížením hrušně plané s asijskými druhy pravděpodobně vznikla sadovnicky významná hrušeň obecná. Polnička průmyslově využívána není, ale zejména v dřívějších dobách bývala místy vysazována jako zdroj potravy pro divokou zvěř. Ze sušených plodů se (strouháním) vyráběla tzv. pracharanda (neboli prachanda). Tato přísada do pokrmů se vyznačovala skořicovou příchutí a používala se i ke zhutňování knedlíků nebo škubánků.

### Léčivé účinky
Dříve se věřilo, že na hrušeň může člověk převést svoji nemoc. V současnosti není považovaná za léčivou rostlinu, ale vařené hrušky jsou vhodným pokrmem při srdečních a oběhových chorobách, vysokém tlaku, nemocích močového měchýře a pro posílení žaludku.
Mathioli doporučoval plané (ale i domácí, pokud byly kyselé a trpké) hrušky, zvlášť pak pečené nebo sušené, k léčbě průjmů a úplavice. Mnohé části stromu (listy, kůra, dřevo) byly v podobě popela nebo drtin používané při houbových otravách. V různých podobách (kompotované nebo jako lektvar) se používaly také k utišení žaludku.

### Dřevo
Dřevo hrušně se vyznačuje tzv. roztroušeně pórovitou stavbou, jeho hustota se pohybuje mezi 600–740 kg/m³, celkově je tvrdé (v rámci ovocných stromů patří hrušňové dřevo k nejtvrdším) a houževnaté, pevné, nebortí se, hodí se k soustružení, dřevořezbám, na výrobu hudebních nástrojů, používalo se k výrobě dřevěných závitů (svěráky, lisy), geometrických pomůcek a v xylografii. Hrušeň je možné použít i k uzení, ale vzhledem ke kvalitě dřeva a široké využitelnosti je jeho pálení neekonomické.

## Památné stromy
Hrušeň se oproti ostatním ovocným stromům dožívá vyššího věku, zhruba až 200 let. Z toho důvodu je oproti ostatním výrazněji zastoupena mezi památnými stromy.
- Hrušeň pod Oborou

Obvod kmene 350 centimetrů překračují:
- Hrušeň u Vápna
- Hrušeň v Drahovicích
- Pollnerova hrušeň